# Mark King (muzyk)

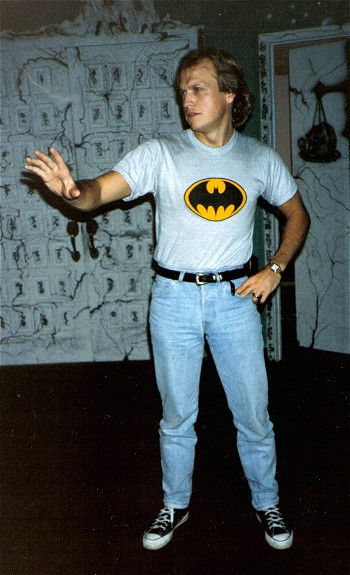
Mark King w Santa Clara, 1987

Mark King (ur. 20 października 1958 w Cowes) – brytyjski gitarzysta basowy. Od wielu lat związany ze swoim macierzystym zespołem Level 42 jako wokalista oraz basista. Stworzył charakterystyczny dla siebie jak i zespołu, styl muzyczny, w szczególności poprzez swoją grę kciukiem na gitarze basowej, dzięki użyciu techniki zwanej slappingiem albo klangiem i umiejętnemu łączeniu jej wraz ze stylistyką muzyki pop.

## Początki
King urodził się na niewielkiej wyspie Wight, położonej na południe od wybrzeży Anglii. Jego ojciec, Raymond King, był mleczarzem, a rodzina żyła w budynku przylegającym do mleczarni. W wywiadzie z 2006 roku King wspomina tamte czasy „to były warunki polowe, z jednym mosiężnym kurkiem, zewnętrzną toaletą i cynkową wanną naprzeciw kominka”. Później mieszkał w Camp Hill i w budynkach cywilnych na terenach więzienia w Albany w pobliżu miasta Newport. Uczęszczał do Kitbridge Middle School gdzie poznał swoją pierwszą sympatię Tracey Wilson, później wspominaną w utworach pisanych przez Kinga. Następnie uczęszczał do Cowes High School.
Początkowo King próbował rozpocząć swoją karierę jako perkusista. Jego ojciec kupił mu jego pierwszą perkusję za £10, kiedy został zachęcony do uprawiania zawodu muzyka przez nauczyciela muzyki ze szkoły średniej.

## Level 42
King przeprowadził się do Londynu w wieku 19 lat, a następnie wraz z Mikiem Lindupem utworzył zespół Level 42 w 1979 roku. Do zespołu dołączyli jego znajomi z wyspy, bracia Phil oraz Rowland Charles Gould. King będący wciąż perkusistą, poszukiwał kogoś kto grałby na gitarze basowej. Po bezowocnych poszukiwaniach King niechętnie sam rozpoczął granie na tym instrumencie w wieku 21 lat. Wtedy też postanowił uczynić z gitary basowej instrument prowadzący. Podczas koncertów w Austrii Mark King utracił swój zestaw perkusyjny, gdyż był zmuszony go sprzedać, aby kupić bilet powrotny do domu, i od tego momentu stał się basistą.
Na jednym z pierwszych koncertów, z Kingiem jako basistą, w klubie La Babalu w Ryde, Level 42 został dostrzeżony przez producenta o nazwisku Andy Sojka, który był właścicielem niezależnej, małej, wytwórni płytowej Elite. Panowie doszli do porozumienia i podpisano kontrakt. W następnym roku wydawnictwo związało się z gigantem wydawniczym Polydor, a King spędził następne dziewięć lat w takim układzie, dzięki czemu mógł koncentrować się na pisaniu, nagrywaniu i koncertowaniu wraz z zespołem. Pierwszym sukces przyszedł szybko i był to utwór „Love Games”, wydany w 1981, który wszedł na listę Top 40. Dzięki temu, zespół po raz pierwszy wystąpił w słynnym programie Top of the Pops. Jeszcze większy sukces grupa zanotowała w roku 1983 wraz z wydaniem „The Sun Goes Down (Livin' it up)”.
W tym czasie, basista Level 42 był zapraszany do współpracy wraz z innymi muzykami. Współpracował z Nikiem Kershawem grając w jego drugim albumie, The Riddle (1984), oraz z Midge Ure grając na The Gift (1985) oraz później na Answers To Nothing (1988).
Wraz z zespołem Level 42, King grał z takimi muzykami jak The Police jako support w 1981, następnie z zespołem Steve'a Windwooda w 1986 czy w trasie koncertowej Madonny w 1987. W 1986, King i Lindup występowali wspólnie w koncercie charytatywnym „Prince’s Trust” wraz z takimi artystami jak Eric Clapton, Phil Collins, Mark Knopfler czy Elton John.

## Dokonania solo
W 1984 wydał swój pierwszy album solowy, zatytułowany Influences (potrzebował wtedy gotówki na wkład pod budowę domu – wydanie albumu dało mu taką możliwość). Następne wydawnictwo One Man ukazało się w 1999. Także w 1999, rozpoczął wydawanie zbiór nie wykorzystanych utworów powstałych na przestrzeni lat w formie albumu o jednoznacznym tytule 'Trash'; nazwa ta miała podpowiedzieć potencjalnym nabywcom, że piosenki na niej zawarte są niedopracowane bądź odrzucone przez wytwórnię i nie stanowią wielkich dzieł samych w sobie. 'Trash' stało się wydawnictwem historycznym, gdyż był to jeden z pierwszych albumów na świecie wydanych przez znanego twórcę bez pomocy jakiegokolwiek wydawnictwa. Pierwotnie płyta została zaoferowana fanom, poprzez stronę internetową www.level42.com. Chętni wpisywali się w specjalną rubrykę w książce gości, a Mark King przy użyciu swojego własnego komputera, nagrywarki oraz drukarki atramentowej produkował płyty, które potem osobiście wysyłał pocztą, za cenę 17 £ plus opłata pocztowa. Początkowo także własnoręcznie podpisywał i numerował pierwsze kopie. Zupełnie nie przewidział potęgi internetu i popularności albumu jaką zaczął się on cieszyć. Łączna liczba płyt jaką sprzedał w ten sposób to około 1000 sztuk. W następnych latach, King powtórzył sukces „domowej produkcji” płyt i wydał w ten sposób płyty takiej jak 'Live At The Jazz Cafe', 'Live On The Isle of Wight' oraz 'Live At Reading Concert Hall' (ta ostatnia została wydana także jako dorobek zespołu Level 42). Pomimo podpisanego kontraktu z wytwórnią Universal Music poprzez W14, King kontynuuje wydawanie swoich występów w Summerhouse Record (nazwa jego własnej wytwórni) i w 2007 roku wydał w ten sposób 'Retroglide Live' DVD.
Od czasu jego powrotu na scenę w 1998 wraz z promocją albumu 'One Man', King stale daje koncerty w całej Europie i różnych innych zakątkach świata, tak dalekich jak na przykład Indonezja. Poza płytą 'Trash', wydał tylko jeden profesjonalnie zrealizowany album w ciągu ostatnich 8 minionych lat, to jest we wrześniu 2006, 'Retroglide' wraz z zespołem Level 42.
W 2008, King jest nadal liderem zespołu Level 42 i wciąż gra w nim z drugim pod względem ważności członkiem zespołu, keyboardzistą Mikiem Lindupem.

## Styl gry

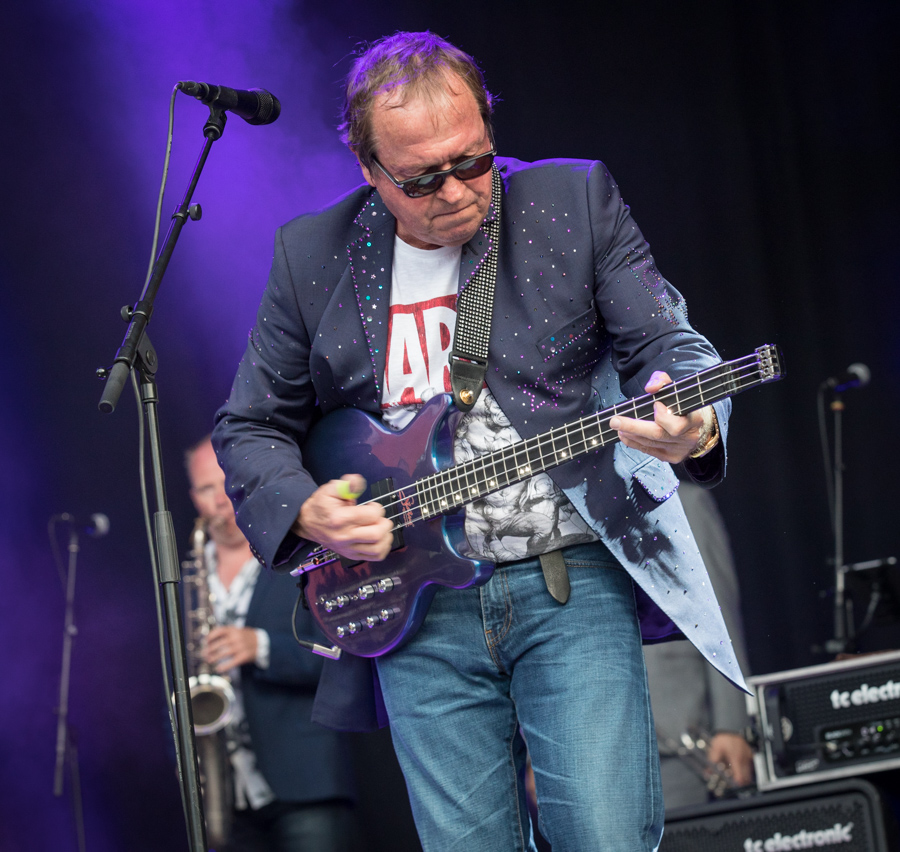

Mark King pomógł w rozwoju i popularyzacji stylu gry na gitarze basowej zwanego slap and pop albo klangiem. Taka technika gry powstała w latach 70. XX wieku i została stworzona przez basistów stylu funk, jak na przykład Larry Graham, a potem dalej rozwijana przez basistów stylu jazz fusion, jak na przykład Stanley Clarke. King zaadaptował taką technikę i zdecydowanie ją przyspieszył oraz dodał do niej elementy pozwalające mu kreować efekty perkusyjne podczas grania linii basu.
Wśród swoich wpływów muzycznych King wymienił muzyka Toma Taylora, który udzielał Kingowi lekcji gry na gitarze, gdy miał 12 lat.
Charakterystyczne umiejętności Marka Kinga są w większości oparte na płynnym graniu nut szesnastkowych, dzięki czemu technika ta zyskała sobie miano stylu „karabinu maszynowego”, a składa się na nią bardzo szybkie podrywanie najwyższych strun od dołu oraz uderzanie kciukiem w najniższe struny z góry (czasami King uderza w struny także lewą ręką).
King oraz Level 42 są uważani za jeden z bardziej wpływowych artystów na kolejne pokolenie muzyków i na nowo powstały styl zwany brit funk.

## Instrumenty
King używał szerokiej gamy gitar w czasie swojej kariery, z czego zdecydowanie najczęściej używaną przez niego marką były gitary firmy JayDee oraz Status Graphite (w szczególności w twórczości solo). Gitary JayDee były projektowane przez Johna Digginsa, byłego pracownika firmy której właścicielem był uznany lutnik John Birch. Nazwa JayDee pochodzi od fonetycznego zapisu inicjałów wcześniej wymienionego twórcy, J.D.
Oprócz tego Mark King grywał na gitarach basowych Status Graphite od początku swojej kariery w szczególności na modelach z serii 2000 oraz Empathy. W Listopadzie 2000, Rob Green oraz Mark King stworzyli Status KingBass, „bezgłowy”, podwójnie rozcięty model z wplecionymi elementami grafitowymi wewnątrz gryfu, przetwornikami Status Hyperactive oraz aktywną elektroniką i z możliwością montażu diod LED na gryfie. Wszystkie modele firmy Status produkowanej są przez Roba Greena metodami rękodzielniczymi.
Pozostałe instrumenty które King używał to gitary firmy Alembics, a także firmy Pangborn oraz Zon (na albumie „World Machine” w utworze „Lying Still”). Oczywiście wśród instrumentów Kinga znajdują się także gitary basowe bezprogowe, na przykład japoński Moon jazz bass. King posiada też dwie gitary MusicMan, Wal bas, który ma zamontowany interfejs MIDI (używany na albumie „Guaranteed”, w utworze „Lasso The Moon”).
W 1996, King krótko używał gitar firmy Fender. Powstała limitowana seria 42 „Mark King” Jazz, zbudowana według specyfikacji dostarczonej przez Kinga. Wszystkie one były wyposażone w świecące diody LED, zaokrągloną podstrunnicę oraz płytkę z wygrawerowanym podpisem muzyka umieszczoną na gryfie. Poza tym w 1999, King używał gitar firmy GB, produkowanych ręcznie w Anglii przez Berniego Goodfellowa.

## Życie prywatne
Zaraz po rozwodzie z jego holenderską żona, Pią, King powrócił w rodzinne strony na wyspę Wight w roku 1988. W latach dziewięćdziesiątych kupił pub w Ryde. Nazwał to miejsce Joe Daflo's, co jest skrótem od imion jego trojga dzieci, Jolie (1988), D'arcy (1985) oraz Florrie (1982). King sprzedał to miejsce w roku 2000, gdy interes przerodził się w sieć pubów ulokowanych na wschodnim wybrzeżu Anglii.
Obecnie King mieszka w Alverstone Garden Village na wyspie Wight wraz z jego długoletnią przyjaciółką a wcześniej nianią jego dzieci, także holenderką Marią Van de Brohm (zwaną przez niego „Ria”), oraz czwartym dzieckiem (pierwszym z tego związku), Marleigh, urodzonym w roku 1996.

## Dyskografia
Spójrz na stronę zespołu Level 42, gdzie wymienione są płyty Marka Kinga z zespołem.

### Albumy solowe
- Influences (1984)
- One Man (1999)
- Trash (1999)
- Live at the Jazz Cafe (1999) (live)
- Live on the Isle of Wight (2000) (live)

### Single
- „I Feel Free” (1984)
- „Bitter Moon” (1996)

### DVD
- Mark King – Ohne filter (1996) (live)
- Mark King Group – Live at the Jazz Cafe (1999) (live)
- Grupo Mark King – Live at the Isle of Wight (2000) (live)